# 臺灣花蓮地方法院
23°59′22″N 121°37′12″E / 23.989451°N 121.619920°E
臺灣花蓮地方法院，是中華民國的三級法院之一，位於台灣花蓮縣，屬於普通法院，通常又被簡稱為花蓮地方法院、花蓮地院或花院。

## 沿革
本院之前身可追溯至台灣日治時期的1936年，日本政府於花蓮港街設置之台北地方法院花蓮港支部，當時轄區約當今花蓮縣及台東縣（日治末期分設花蓮港廳及台東廳）。
1945年，二次大戰結束，國民政府接收台灣，預定將本院改名。1946年1月10日接收完成，本院改名為臺灣花蓮港地方法院。
1949年12月28日，臺灣臺東地方法院成立，本院轄區因此僅餘今花蓮縣境。1951年7月1日，本院改為今名 臺灣花蓮地方法院。
1951年10月22日，花蓮大地震，花蓮縣受災嚴重，地方機關決定遷移至美崙地區。本院亦配合遷移，覓定背倚美崙山並面對太平洋之今址興建新大樓，於1964年開始施工，次年（1965年）完工、5月2日啟用，其後並逐步擴建至今。

## 管轄區域
| 庭區       | 管轄區域                                                                     | 備註                                                                 |
| ---------- | ---------------------------------------------------------------------------- | -------------------------------------------------------------------- |
| 花蓮簡易庭 | 花蓮縣花蓮市、新城鄉、秀林鄉、吉安鄉、壽豐鄉、鳳林鎮、光復鄉、萬榮鄉、豐濱鄉 | 簡易庭受理第一審民、刑事訴訟簡易事件及違反社會秩序維護法案件之審理。 |
| 玉里簡易庭 | 花蓮縣玉里鎮、富里鄉、卓溪鄉、瑞穗鄉                                         | 簡易庭受理第一審民、刑事訴訟簡易事件及違反社會秩序維護法案件之審理。 |

## 組織
- 院長

### 審判部門
- 民事庭
- 刑事庭
- 少年家事法庭
- 行政訴訟庭
- 花蓮簡易庭（兼轄玉里簡易庭）

### 非訟部門
- 民事執行處
- 非訟事件中心
- 司法事務官室
- 調查保護室
- 公證處
- 登記處
- 提存所

### 行政部門
- 書記處
  - 民事紀錄科
  - 刑事紀錄科
  - 少年家事紀錄科
  - 簡易庭紀錄科
  - 訴訟輔導科
  - 民事執行紀錄科
  - 文書科
  - 研考科
  - 總務科
  - 法警室
- 人事室
- 會計室
- 統計室
- 政風室
- 資訊室

## 特色
- 花蓮縣是台灣面積最大的縣，在司法院推動一縣市一法院政策，並於各地普設地方法院後，本院已成管轄土地面積最大的地方法院；台灣前一個比本院管轄面積更大的地方法院是1994年6月30日以前的臺中地方法院。

## 曾經審理之重大案件
- 1992年立委選舉花蓮縣選區做票事件

## 外部連結
- 花蓮地方法院首頁 （页面存档备份，存于）（中文）（英文）